# Radovan Gavrilovic
Radovan Gavrilovic est un joueur de volley-ball serbe né le 8 mars 1982. Il mesure 2,00 m et joue attaquant.

## Clubs
| Club                | Pays                 | De        | À         |
| ------------------- | -------------------- | --------- | --------- |
| VC Milicionar       | Serbie-et-Monténégro | 1998-1999 | 2000-2001 |
| VC Banat            | Serbie-et-Monténégro | 2001-2002 | 2001-2002 |
| VC Takovo           | Serbie-et-Monténégro | 2002-2003 | 2004-2005 |
| OK Ribnica Kraljevo | Serbie               | 2005-2006 | 2008-2009 |
| Folad Urmie         | Iran                 | 2009-2010 | 2009-2010 |
| TV Amriswil         | Suisse               | 2010-2011 | 2011-2012 |
| Cambrai Volley-Ball | France               | 2012-2013 | 2013-2014 |

## Palmarès
- Championnat de Yougoslavie 
  - Vice-Champion : 2001

- Championnat de Serbie 
  - Vice-Champion : 2007

- Coupe de Serbie 
  - Finaliste : 2008

- Coupe de Suisse 
  - Vainqueur : 2012
  - Finaliste : 2011

- Championnat de Suisse 
  - Vice-Champion : 2012